# Günther Grosser
Günther Grosser (* 25. August 1917 in Berlin; † 24. Oktober 1988) war ein deutscher Politiker (FDP) und ehemaliger Abgeordneter des Hessischen Landtags.
Günther Grosser studierte nach dem Abitur Volks- und Betriebswirtschaft und leistete seinen Arbeits- und Kriegsdienst. 1945 bis 1948 war er Angestellter bei der Industrie- und Handelskammer Frankfurt am Main. Seit 1948 arbeitete er als Geschäftsführer im Verband des Kraftfahrzeughandels und -gewerbes in Hessen e.V. Kommunalpolitisch war er von 1948 bis 1956 als Stadtverordneter in Frankfurt am Main tätig, wo er seit 1949 Vorsitzender der FDP-Fraktion war. Vom 1. Dezember 1954 bis zum 30. November 1958 war er Mitglied des Hessischen Landtags.